# Kostel svatého Bartoloměje (Ivaň)
Kostel svatého Bartoloměje je římskokatolický chrám v obci Ivaň v okrese Brno-venkov. Je chráněn jako kulturní památka České republiky. Je farním kostelem ivaňské farnosti.

## Historie
Předchůdcem ivaňského kostela byla kaple téhož zasvěcení z let 1724–1726. V roce 1811 došlo k její přestavbě na kostel, uvádí se, že z ní byla vytvořena dnešní loď, k níž bylo přistavěno kněžiště, průčelí a předsíň. Podle Bohumila Samka by však zřejmě původní kaple mohla tvořit dnešní presbytář, ostatní části chrámu by pak byly novostavbou z roku 1811. V následujících dvou letech byly prováděny dokončovací práce v interiéru kostela. Zvonice nad průčelím byla postavena v roce 1842. 

## Popis
Jde o podélnou jednolodní stavbu s odsazeným kněžištěm, k němuž přiléhá čtyřboká sakristie. Hladké fasády jsou prolomeny půlkruhovými okny. Sakristie je zaklenuta plackou, loď nízkou valenou klenbou. Klasicistní kazatelna pochází z doby vzniku kostela. Ve věži jsou zavěšeny dva zvony, starší z roku 1797, mladší ulil Rudolf Manoušek v Brně roku 1934.